# Triacyloglicerole

Struktura triacyloglicerolu. Od lewej: gliceryna, po prawej od góry w dół: kwas palmitynowy, kwas oleinowy, kwas α-linolenowy, wzór sumaryczny: C_{55}H_{98}O_{6}

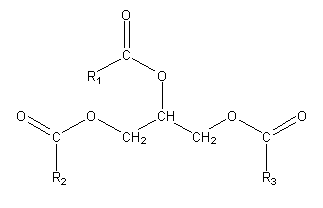
Ogólny wzór strukturalny tłuszczu (triacyloglicerolu)
R oznacza łańcuchy alifatyczne

Triacyloglicerole (triacyloglicerydy, triglicerydy, trójglicerydy, TG) – organiczne związki chemiczne należące do lipidów (tłuszczów prostych). Są to estry gliceryny (glicerolu) i trzech kwasów tłuszczowych. Wraz z wolnymi kwasami tłuszczowymi są jednym z głównych materiałów energetycznych zużywanych na bieżące potrzeby organizmu lub są też magazynowane jako materiał zapasowy w postaci tkanki tłuszczowej.

## Budowa
Każdy triacyloglicerol zbudowany jest z cząsteczki glicerolu i trzech cząsteczek długołańcuchowych kwasów tłuszczowych, połączonych wiązaniem estrowym.
Wyróżnia się triacyloglicerole proste i złożone:
- proste – mają trzy identyczne kwasy tłuszczowe
- złożone (mieszane) – mają różne kwasy tłuszczowe w cząsteczce

Triacyloglicerole mieszane zawierają różne kwasy tłuszczowe w cząsteczce, ale nawet te same kwasy tłuszczowe w jednej cząsteczce mogą być ułożone w różnej konfiguracji przestrzennej, co decyduje o ich różnych właściwościach.

## Triacyloglicerole a zdrowie
Badanie stężenia triacylogliceroli należy wykonywać po 12–14 godzinach od spożycia posiłku.
W Polsce za wartości prawidłowe stężenia triacylogliceroli w surowicy lub osoczu krwi przyjmuje się:
- 0,35–1,35 g/l (0,40–1,54 mmol/l) u kobiet
- 0,4–1,6 g/l (0,45–1,82 mmol/l) u mężczyzn
- <1 g/l (<1,13 mmol/l) u dzieci

Według najnowszych badań podwyższony poziom triacylogliceroli ma większy wpływ na zwiększenie ryzyka wystąpienia zawału serca czy udaru mózgu niż podwyższony poziom cholesterolu.